# Хайнрих XVI фон Щолберг
Хайнрих XVI фон Щолберг (на немски: Heinrich XVI von Stolberg; * ок. 1335, дворец Щолберг, Харц; † сл. 27 септември 1403) от род Щолберг, е граф на Щолберг.

## Произход
Той е единственият син на граф Ото I фон Щолберг († 1337/1341) и съпругата му графиня Елизабет (или Лутруд) фон Хонщайн († сл. 1347), дъщеря на граф Дитрих III фон Хонщайн-Херинген-Тона († 1329/1330) и Елизабет фон Валдек († сл. 1371).

## Фамилия
Хайнрих XVI фон Щолберг се жени 1391 г. за Елизабет фон Мансфелд († сл. 6 март 1398), дъщеря на граф Албрехт I фон Мансфелд († 1361/ 1362) и първата му съпруга графиня Юта фон Шварцбург-Бланкенбург († 1361). Те имат шест деца:
- Ото († сл. 1394)
- Албрехт († сл. 1400)
- Бото VII (* пр. 1370; † 15 март 1455), граф на Щолберг в Хонщайн и Келбра, граф на Вернигероде (1429), женен на 17 юни 1431 г. в Зондерсхаузен за графиня Анна фон Шварцбург-Бланкенбург-Зондерсхаузен (1416 – 1481)
- София (* 1372; † 22 януари 1463), абатиса в Ной-Хелфта в Айзлебен (1411 – 1463)
- Анна (София) (* ок. 1377; † 1436), омъжена за Ернст II фон Хонщайн-Клетенберг († ок. 12 юни 1426, убит)
- Хайнрих (* 1379; † сл. 28 юни 1416), граф на Щолберг, домхер във Вюрцбург (1389 – 1393), в Магдебург (1393 – 1403)